# Florian Braun

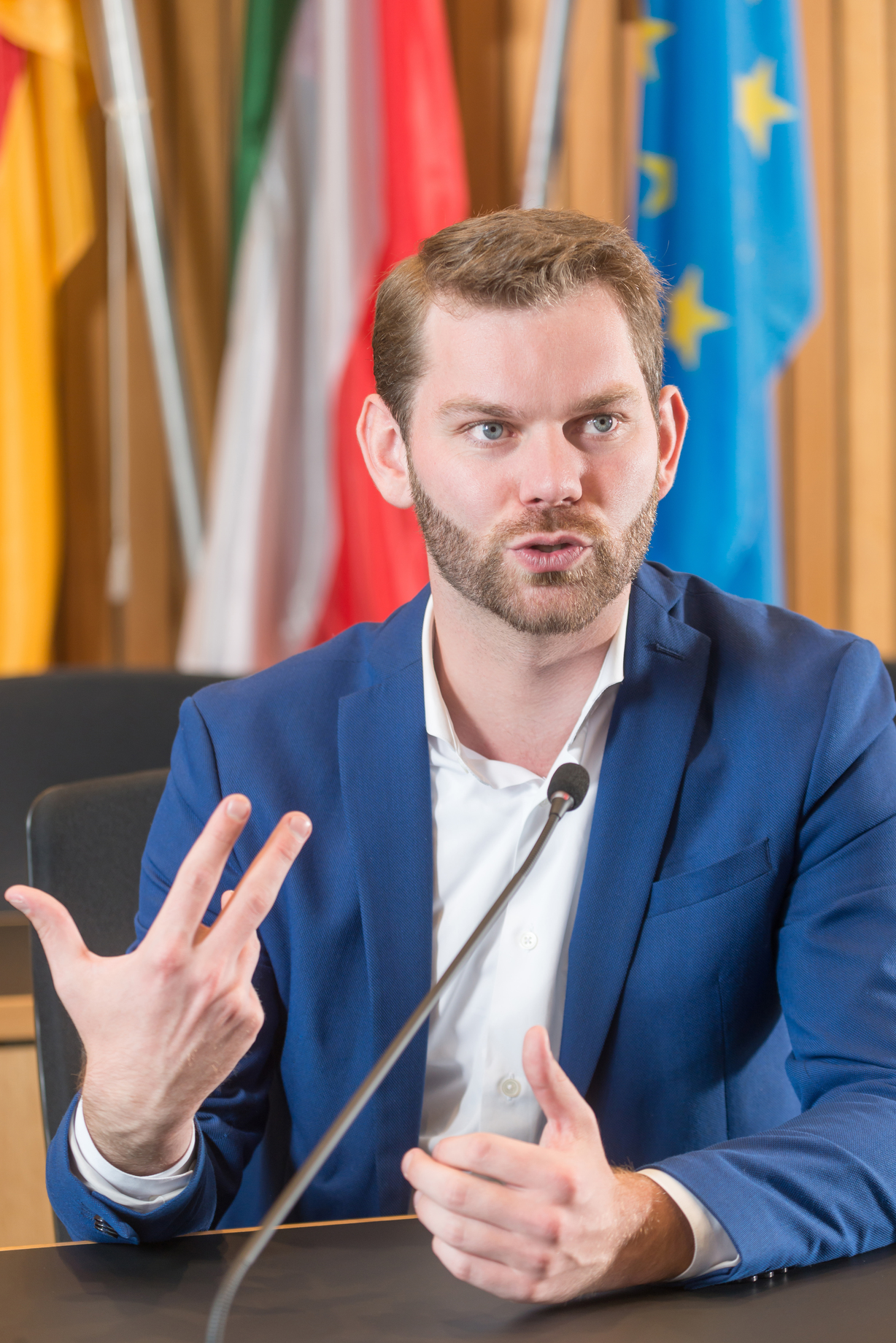
Florian Braun 2019

Florian Braun (* 2. Juni 1989 in Aachen) ist ein deutscher Politiker und Mitglied der Christlichen Demokratischen Union Deutschlands (CDU). Seit der Landtagswahl in Nordrhein-Westfalen im Mai 2017 ist Florian Braun gewähltes Mitglied des Landtages.

## Leben
Florian Braun wuchs im Kölner Stadtbezirk Porz auf. Nach dem Erlangen der Allgemeinen Hochschulreife am Lessing-Gymnasium in Porz-Zündorf absolvierte er im Jahr 2008 einen einjährigen Wehrdienst als Hauptgefreiter bei der Deutschen Bundeswehr. Anschließend studierte Florian Braun an der Universität zu Köln und schloss im Studiengang der Betriebswirtschaftslehre im September 2013 ab. Im selben Jahr nahm Florian Braun seine berufliche Laufbahn beim Bundesverband Glasfaseranschluss e.V. (Buglas) auf. Im Jahr 2015 übernahm er dort die Leitung des Bereichs Public Affairs, die er bis zur Übernahme seines Landtagsmandates ausübte. Florian Braun hat eine jüngere Schwester und ist mit einer Kölner Rechtsanwältin verheiratet. Gemeinsam haben sie eine Tochter.

## Parteiliches Engagement
Florian Braun begann seine ehrenamtliche politische Arbeit 2004. Von 2009 bis 2012 führte er als Kreisvorsitzender die Junge Union Köln. Anschließend war er stellvertretender Landesvorsitzender der Jungen Union Nordrhein-Westfalen und Bezirksvorsitzender der Jungen Union Mittelrhein. Von 2014 bis 2020 war Florian Braun Landesvorsitzender der Jungen Union Nordrhein-Westfalen und in der Funktion Mitglied des Landesvorstands der CDU Nordrhein-Westfalen.
In der CDU ist Florian Braun seit 2012 stellvertretender Kreisvorsitzender der CDU Köln und im Vorstand der CDU Mittelrhein.

## Abgeordneter
Am 14. Mai 2017 gelang Florian Braun bei der Landtagswahl in Nordrhein-Westfalen 2017 der Einzug als Abgeordneter in den Landtag. Er gewann das Direktmandat des Wahlkreises Köln V, bestehend aus dem gesamten Stadtbezirk Porz und den östlichen Stadtteilen des Stadtbezirks Kalk (Merheim, Brück, Rath/Heumar). Mit 36,13 Prozent der aller Stimmen setzte sich Florian Braun gegen seinen Kontrahenten und den vorherigen Wahlkreisabgeordneten Jochen Ott (Vorsitzender SPD Köln und stellvertretender Vorsitzender SPD NRW) durch. Mit diesem Ergebnis erlangte er in seinem Wahlkreis einen Stimmenzuwachs von 7,73 Prozentpunkten bei den Erststimmen im Vergleich zur NRW-Landtagswahl 2012 und aufgrund der Ausgangslage einen medialen Achtungserfolg.
Mit seinem Einzug als jüngster Direktabgeordneter in den Landtag Nordrhein-Westfalens wurde Florian Braun zum Vorsitzenden der Jungen Gruppe der CDU NRW Fraktion gewählt, die mit der 17. Wahlperiode ein Viertel der Landtagsfraktion stellt und somit so groß war wie nie zuvor. Bei der Landtagswahl 2022 gelang ihm der Wiedereinzug in den Landtag als Kandidat für den Wahlkreis Köln V.
Er ist Sprecher der CDU-Fraktion im Ausschuss für Digitalisierung und Innovation und ordentliches Mitglied im Ausschuss für Schule und Bildung sowie im Ausschuss für Europa und Internationales.

## Ehrenamt
Florian Braun war von 2014 bis 2020 Sachkundiger Bürger des Rates der Stadt Köln, wo er im Wirtschaftsausschuss und im Unterausschuss für Digitale Kommunikation und Organisation mitgearbeitet hat. In den Jahren 2015 bis 2020 war er zudem ehrenamtliches Aufsichtsratsmitglied der Katholischen Jugendagentur Köln gGmbH. Seit Dezember 2019 ist er Mitglied im Beirat des FC Germania Zündorf 1913 e.V.
Zusätzlich zu seinen Ehrenämtern ist Florian Braun seit Januar 2020 stellvertretendes Mitglied des WDR-Rundfunkrates. Im Aufsichtsrat der NetCologne GmbH ist er seit April 2018 Mitglied und im Aufsichtsrat der GEW Köln AG seit Dezember 2020.